# پیشس (ناحیه پلهریموف)
پیشس (به چکی: Píšť) یک منطقهٔ مسکونی در جمهوری چک است که در ناحیه پلهریموو واقع شده‌است. پیشس ۵٫۶۶ کیلومتر مربع مساحت و ۸۲ نفر جمعیت دارد و ۴۵۲ متر بالاتر از سطح دریا واقع شده‌است.